# Frank Gambale
Frank Gambale (né le 22 décembre 1958 à Canberra, Australie) est un guitariste australien. Influencé par Jimi Hendrix, John Mayall et Eric Clapton, il s'initie au blues. Ayant commencé la guitare à l'âge de 7 ans, il découvre Chick Corea à l'adolescence, ce qui le pousse vers le jazz.

## Biographie
En 1982, âgé de 23 ans, il décide de voler de ses propres ailes et part étudier au Guitar Institute of Technology (GIT) à Hollywood. Il y obtient le prix du meilleur étudiant de l'année et le Guitar Institute of Technology (GIT) lui offre un poste de professeur qu'il occupera pendant 4 ans. Parallèlement à ses cours il joue avec son propre groupe dans le club local de jazz et publie son premier ouvrage Speed Picking.
En 1986 il signe un contrat pour 3 albums avec une petite compagnie nommée Legato et entame sa carrière soliste. Il est recruté la même année par Jean-Luc Ponty pour toute une série de concerts. Peu de temps après il passe une audition pour Chick Corea, son idole d'enfance, et c'est alors que commence une collaboration qui devait durer 6 ans et 5 albums et qui culminera par la remise d'un Grammy award et deux nominations aux Grammy. Le soutien de Chick Corea fait de lui un guitariste reconnu dans le monde entier. « Jouer avec Chick c'était comme si mon rêve était devenu réalité » dit Frank.
Cette année-là Ibanez lui offre d'être représentant pour ses guitares, et cette collaboration culminera dans la création de quatre modèles signés Gambale, les FGM100, FGM200, FGM300 et FGM400, guitares devenues introuvables et donc recherchées par les nostalgiques.
En 1987 il signe un contrat pour 3 vidéos de méthodes de guitare avec DCI/Warner Brothers, et en 1988 avec JVC.
1990 voit la sortie de l'album Thunder From Down Under qui installe même Gambale dans le top 10 au Japon.
En 1992 Frank décide de partir en concert dans le monde entier avec son propre groupe. Il tourne au Brésil, en Argentine, en Allemagne, en Suisse, au Japon et aux États-Unis. Il donne également des masters classes et des conférences en Afrique du Sud et en Uruguay.
En 1996 il se voit offrir un poste à la tête du Guitar Department à Los Angeles (appelée L.A. Music Academy dont l'acronyme est LAMA). Ses cours incluent théorie, improvisation, technique et composition. L'école a un succès énorme et constitue une source d'inspiration pour les guitaristes du monde entier. Frank choisit lui-même les professeurs qui l'intègrent. La même année Frank crée sa propre maison de production, Wombat Records, au catalogue de laquelle il réédite ses anciens albums Legato. C'est encore en 1996 qu'il réalise un album en duo, Imagery Suite, très original dans sa production puisqu'avec Maurizio Colonna, le célèbre guitariste classique italien, mais l'album ne sort qu'en 2000.
En 2000 Gambale signe un disque, Coming To Your Senses, pour la société de production de Steve Vai, Favored Nations. Il s'agit là d'un de ses albums les plus achevés.
En 2001 il réalise un double album, Resident Alien - Live Bootlegs.
Il participe aussi à 7 projets de Vital Information et trois trios pour Mike Varney's Tone Center records, dont Show Me What You Can Do en 2000, The Light Beyond en 2002 et GHS 3 en 2003.
Frank quitte Ibanez pour Yamaha et crée un nouveau modèle : la AES-FG. Il signe également une guitare acoustique chez Carvin.
Il sort un concert DVD, Concert With Class, dont le bonus est constitué d'un cours de 90 minutes, accompagné d'un livret en tablatures !
En 2002, pour les 60 ans de Chick Corea, se reforme le groupe mythique The Elektric Band (Chick Corea, Frank Gambale, Dave Weckl, John Patitucci et Eric Marienthal), qui joue à guichets fermés le 28 août devant 18 000 personnes au Hollywood Bowl.
Frank sort un nouvel album, Raison D'etre, puis un autre, Natural High, dans lequel participent Otmaro Ruiz au piano et Alain Caron à la basse. Le disque est encensé par la critique.
En 2011, Gambale se joint à Return to Forever (Chick Corea, Stanley Clarke, Jean-Luc Ponty et Lenny White) qui se réunit pour la quatrième fois pour une tournée mondiale.
Frank a toujours été considéré comme un créateur et comme celui qui a donné les vraies lettres de noblesse à la technique du Sweep Picking ou Sweeping, qui consiste à rendre le jeu plus fluide et aisé. Mais cela ne suffisant pas, il vient de créer ce qu'il appelle le New Gambale Tuning, c'est-à-dire une nouvelle façon d'accorder la guitare, ce qui d'après lui confère à l'instrument une gamme de sons et une liberté de création aussi étendues que celles du piano.

## Discographie sélective
Sélection extraite de la discographie officielle.
- Brave New Guitar - Legato 1985 / Wombat 2000
- A Present For The Future - Legato 1986 / Wombat 2000
- Frank Gambale Live - Legato 1987 / Wombat 2000
- Thunder From Down Under - JVC 1990 / Samson 2001 - Avec Chick Corea au piano électrique Fender Rhodes.
- Truth In Shredding (avec Allan Holdsworth) - Tone Center 1990
- Noteworker - JVC 1991 / Réédité en 2001 sur Samson Records
- Centrifugal Funk (distribution épuisée) avec Brett Garsed, Shawn Lane - Legato 1991
- Coming To Your Senses - Favored Nations 2000
- Show Me What You Can Do - Tone Center 2000
- Gambale & Colonna (avec Maurizio Colonna) - Playgame (uniquement en Italie) / Wombat (pour le reste du monde) 2000
- The Great Explorers - JVC 1993 / Samson 2001
- Passages - JVC 1994 / Samson 2001
- Thinking Out Loud - JVC 1995 / Samson 2001
- Resident Alien - Live Bootlegs - Wombat 2001
- Absolutely Live in Poland - Wombat 2002
- The Light Beyond - Tone Center 2002
- GHS 3 - Tone Center 2003
- Raison D'etre - Wombat 2004
- Natural High - Wombat 2006
- Natural Selection - Wombat 2010 - Avec Alain Caron basse

## Frank Gambale's Soulmine
- Frank Gambale Soulmine feat. Boca - Wombat 2012
- Salve - Wombat 2018

## Avec leChick Corea Elektric Band
- 1987 : Light Years
- 1988 : Eye of the Beholder
- 1990 : Inside Out
- 1991 : Beneath the Mask
- 1996 : The Songs Of West Side Story - Avec Steve Vai et Chick Corea Elektric Band, joue sur The Rumble
- 2004 : To the Stars
- 2011 : Live At Montreux 2004 - DVD
- 2017 : Live In Tokyo 1987

## Avec GRP Super Live
- 1988 : GRP Super Live – in Concert

## Avec Vital Information
- 1988 Fiafiaga
- 1991 Vital Live
- 1992 Easier Done Than Said
- 1996 Ray of Hope
- 1998 Where We Come From
- 2000 Live Around the World
- 2000 Live from Mars
- 2002 Show 'em Where You Live
- 2004 Come on In
- 2012 Live! One Great Night

## Avec MVP (The Mark Varney Project)
- 1990 : Truth in Shredding (Avec Allan Holdsworth)
- 1991 : Centrifugal Funk (Avec Shawn Lane et Brett Garsed)

## Avec GHS (Gambale/Hamm/Smith)
- 1998 : Show Me What You Can Do
- 2000 : The Light Beyond
- 2002 : GHS 3

## Avec Maurizio Colonna
- 2000 : Imagery Suite (also known as Playgame)
- 2005 : Live
- 2007 : Bon Voyage

## Avec Chick Corea
- 2006 : The Ultimate Adventure - Frank guitare acoustique sur "Arabian Nights"
- 2016 : The Musician - Avec le Chick Corea Elektric Band - Guitare sur "Ritual" et "Silver Temple"
- 2022 : The Montreux Years - Avec le Chick Corea Elektric Band - Guitare sur "Interlude"

## Avec Donati & Fierabracci
- 2007 : Made In Australia

## Avec With School of the Arts featuringT Lavitz
- 2007 : School of the Arts

## Avec Maurizo Vercon
- 2008 : For You Featuring Frank Gambale

## AvecReturn to Forever
- 2012 : The Mothership Returns - Avec Jean-Luc Ponty - 2 CD + 1 DVD

## Avec Markus Venehsalo & Mavon Safia
- 2023 : Projekt 13